# Klimóvskaia
Klimóvskaia (en rus: Климовская) és un poble de la República de Komi, a Rússia, segons el cens del 2010 tenia 2 habitants.